# ブラザー記念病院
ブラザー記念病院（ブラザーきねんびょういん）は、愛知県名古屋市瑞穂区にある病院である。ブラザー健康保険組合が運営を行っている。

## 沿革
- 1954年（昭和29年）4月 - 「ブラザー病院」として開設。
- 2008年（平成20年）7月8日 - ブラザー工業の創立100周年に合わせてブラザー病院の隣接地に新築した病棟に移転、「ブラザー記念病院」と改称し新たに開院した。

## 診療科・部門

### 診療科
- 内科
- 外科
- 整形外科
- 眼科
- 婦人科
- 歯科

### 部門
- 健診センター
- リハビリテーション科
- 薬剤科
- 放射線科
- 臨床検査科
- 栄養科
- 地域連携科

## 交通アクセス
- 名鉄名古屋本線「堀田駅」又は名古屋市営地下鉄名城線「堀田駅」より徒歩で約3分。